# Carad
Carad était un constructeur belge de matériel électronique, fondé en 1925 et ayant cessé ses activités en 1975.
Officiellement connu sous le nom des Établissements G.L. Carpentier S.A., à Kuurne en Belgique. Gabriel Louis Carpentier, issu d'une famille de marchands de lin, démarrait en 1925 une production de composants électroniques, tels les condensateurs variables, transformateurs, bobines et commutateurs. Avant 1940, un appareil radio était prêt à être commercialisé. 
L'entreprise étant mise en ruines pendant la bataille de la Lys en mai 1940, la société reprenait ses activités en 1945 dans trois domaines:
1. Production de radios et d'amplificateurs sonores, connus sous le nom Carad (Carpentier Radio). Les radios étaient disponibles dans une série de cabinets très originaux, souvent combinés avec un tourne-disque (Philips ou Dual) et plus tard même incluant le magnétophone Carad.
2. Production de transformateurs et bobines sous le nom CarTran (Carpentier Transformateurs)
3. Production de commutateurs et condensateurs variables sous le nom GLC.

Dès 1948, la proximité de l'émetteur de télévision à Lille incitait au développement d'appareils de télévision "multi-standard" permettant la réception en 819 et 625 lignes. Différents modèles étaient commercialisés sous le nom Carad à partir de 1954.
Vers le milieu des années 1950 apparaissaient les composants audio de haute qualité: amplificateurs, magnétophones, tuners, haut-parleurs. Après 1965 se développait une nouvelle série de composants haute fidélité avec des transistors silicium, avec des circuits peut-être moins originaux que les prédécesseurs à lampes.
La société devenait aussi le distributeur pour les tourne-disques Thorens et assemblait même des amplis et tuners pour cette marque. 

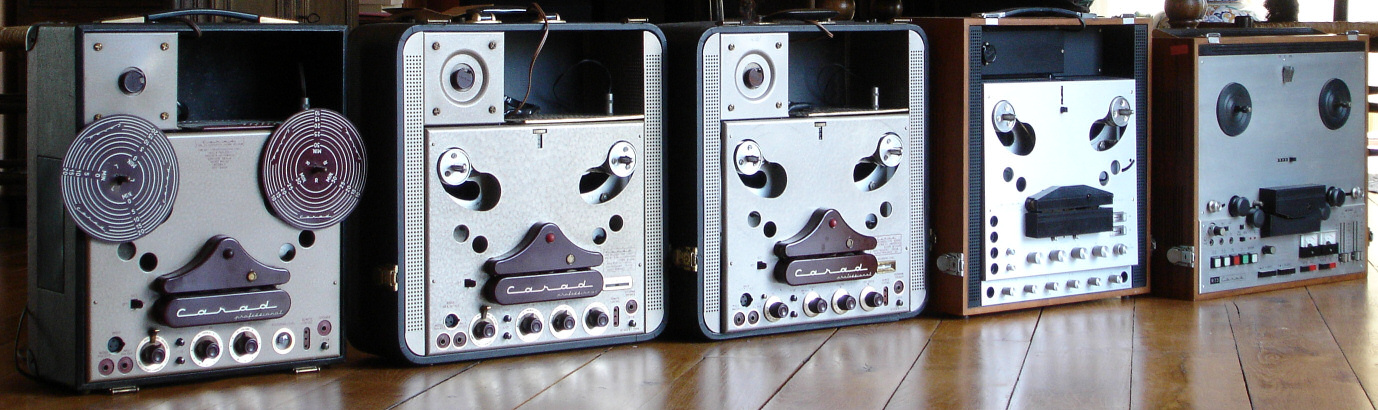
Magnétophones Carad de 1955 à 1971 : R62, R62v2, R53, R59, R73